# Atwater (Kalifornia)
Atwater – miasto w Stanach Zjednoczonych, w stanie Kalifornia, w hrabstwie Merced.